# 小行星3493
小行星3493（英語：3493 Stepanov）是一颗围绕太阳公转的小行星。1976年4月3日，尼古拉·切爾尼赫在克里米亚发现了此天体。
这颗小行星的绝对星等为76.81048等。